# Salt Creek Archeological District
 (juin 2020).
Pour les articles homonymes, voir Salt.
Le Salt Creek Archeological District est un district historique du comté de San Juan, dans l'Utah, aux États-Unis. Protégé au sein du parc national des Canyonlands, ce site archéologique est inscrit au Registre national des lieux historiques depuis le 31 mars 1975.